# Lisziewicz Antal
Lisziewicz Antal (Budapest, 1932. november 11. –) állami díjas matematikus, a Magyar Optikai Művek optikai-főkonstruktőre.
A Magyar Optikai Művek munkatársaként több szabadalom feltalálója. 1962-ben Vörösmarthy Dániellel közösen fénykoagulátort fejlesztett ki. 1963-ban képegyeztető prizmarendszert talált fel. 1967-ben abszorbciós optikai rendszert, 1968-ban – Tóth Pállal közösen – önműködő irányvonalszabályozós szintezőműszert fejlesztett ki. Ugyanebben az évben egy irányzó távcső, majd 1971-ben vasúti kerékpárok geometriai méreteinek mérésére alkalmas műszer tervezésében vett részt. 1978-ban meredek felfutású interferenciaszűrőt fejlesztett ki. Számos további bejegyzett szabadalom feltalálója.
1970-ben a Haza Szolgálatáért Érdemérem ezüst fokozatával, 1974-ben a Kiváló Feltaláló cím arany fokozatával díjazták. 1975-ben – munkatársaival, Besskó Dezsővel és Hegyessy Gézával megosztva – megkapta az Állami Díj II. fokozatát, az indoklás szerint „a száloptika kifejlesztéséért és hazai gyártásának megszervezéséért”.
Lánya, Lisziewicz Julianna biológus-vegyész, az AIDS elleni tapasz feltalálója.